# Nova Sport
Nova Sport je skupina šesti česko-slovenských sportovních kanálů. Jejich provozovatelem je mediální společnost TV Nova, která patří Central European Media Enterprises (CME). Do roku 2021 stanice Nova Sport 1 a 2 vysílaly denně od 09:00 do 02:00, od roku 2021 s příchodem Nova Sport 3 a 4 vysílají denně od 07:00 do 03:00, přičemž někdy vysílají i celých 24 hodin. Šéfredaktorem Nova Sport je Dušan Mendel.

## Historie
Do začátku října 2008 existoval pouze jeden kanál pod názvem Galaxie Sport. Tehdy došlo k přejmenování, a vznikl tak kanál Nova Sport. V září 2015 začal vysílat druhý kanál Nova Sport 2 a původní Nova Sport se přejmenoval na Nova Sport 1. 4. srpna 2021 mediální skupina Nova oznámila spuštění dalších placených kanálů Nova Sport 3 a Nova Sport 4.

## Program
Prémiové sportovní stanice Nova Sport nabízí fanouškům nejprestižnější sportovní ligy světa, a to i s účastí českých sportovců. NHL, basketbalové NBA, německé házenkářské Bundesligy, UFC, Wimbledon, francouzskou Ligue 1 a americké MLS, WWE, zápasy z Evropské ligy UEFA nebo anglické ligové pohárové soutěže Carabao Cupu, přenosy z MotoGP nebo šipkařské Premier League Darts a ragbyového Six Nations.
Od 13. srpna 2021 mohou sportovní fanoušci sledovat také Ligu mistrů UEFA, italskou Serii A, španělskou LaLigu a německou Bundesligu.

## TV práva

### Fotbal
| Soutěž                | Kanál                                                                              | Trvání práv | Poznámky                                             | Ref.  |
| --------------------- | ---------------------------------------------------------------------------------- | ----------- | ---------------------------------------------------- | ----- |
| Liga Mistrů UEFA      | Nova Sport 3, Nova Sport 4, Nova Sport 5, Nova Sport 6                             | 2026/2027   |                                                      | [ 5 ] |
| Evropská liga UEFA    | Nova Sport 5                                                                       | 2026/2027   | Pouze jeden vybraný zápas ze 2 soutěží/kolo (EL, KL) | [ 6 ] |
| Konferenční liga UEFA | Nova Sport 5                                                                       | 2026/2027   | Pouze jeden vybraný zápas ze 2 soutěží/kolo (EL, KL) | [ 6 ] |
| Superpohár UEFA       | Nova Sport 3, Nova Sport 4                                                         | 2026/2027   |                                                      | [ 5 ] |
| FA Community Shield   | Nova Sport 1, Nova Sport 2                                                         | 2026/2027   |                                                      | [ 7 ] |
| FA Cup                | Nova Sport 1, Nova Sport 2                                                         | 2026/2027   |                                                      |       |
| Carabao Cup           | Nova Sport 1, Nova Sport 2                                                         | 2026/2027   |                                                      | [ 8 ] |
| Sky BET Championship  | Nova Sport 3, Nova Sport 4, Nova Sport 5, Nova Sport 6                             | 2026/2027   |                                                      | [ 8 ] |
| EFL League One        | Nova Sport 3, Nova Sport 4                                                         | 2026/2027   |                                                      | [ 8 ] |
| EFL League Two        | Nova Sport 3, Nova Sport 4                                                         | 2026/2027   |                                                      | [ 8 ] |
| EFL Trophy            | Nova Sport 3, Nova Sport 4                                                         | 2026/2027   |                                                      | [ 8 ] |
| La Liga               | Nova Sport 3, Nova Sport 4, Nova Sport 5, Nova Sport 6                             | 2025/2026   |                                                      | [ 9 ] |
| Segunda Division      | Nova Sport 3, Nova Sport 4, Nova Sport 5, Nova Sport 6                             | 2025/2026   |                                                      | [ 9 ] |
| Bundesliga            | Nova Sport 3, Nova Sport 4, Nova Sport 5, Nova Sport 6                             | 2024/2025   |                                                      | [ 9 ] |
| 2. Bundesliga         | Nova Sport 3, Nova Sport 4, Nova Sport 5, Nova Sport 6                             | 2024/2025   |                                                      | [ 9 ] |
| DFB Pokal             | Nova Sport 1, Nova Sport 2                                                         | 2024/2025   |                                                      | [ 9 ] |
| Ligue 1               | Nova Sport 1, Nova Sport 2, Nova Sport 3, Nova Sport 4, Nova Sport 5, Nova Sport 6 | 2026/2027   |                                                      |       |
| Ligue 2               | Nova Sport 1, Nova Sport 2, Nova Sport 5, Nova Sport 6                             | 2026/2027   |                                                      |       |
| Coupe de France       | Nova Sport 1, Nova Sport 2, Nova Sport 3, Nova Sport 4                             | 2026/2027   |                                                      |       |

## Nova Sport 1
Nova Sport 1 zahájila vysílání 4. října 2008. Licenci na vysílání získala 10. září 2008. V únoru 2009 začala vysílat ve Full HD.
Stanice vysílá především NHL, NBA, NFL, Ligue 1, FA Cup, EFL Cup, DFB-Pokal, Coupe de France, 1. slovenskou fotbalovou ligu, Basketball Champions League, PDC, WST, HBL, SSL, KSW, Six Nations, Premiership Rugby.
Stanice je šířena v DVB-T2 v Regionální síti 4, kde je šířena kódovaně. Dále vysílá v satelitních platformách, kabelové a IPTV televizi.

## Nova Sport 2
Nova Sport 2 zahájila vysílání 5. září 2015. Licenci na vysílání získala 5. srpna 2015. Od spuštění vysílala ve Full HD.
Stanice nabízí stejné pořady jako Nova Sport 1.
Stanice je šířena v DVB-T2 v Regionální síti 4, kde je šířena kódovaně. Dále vysílá v satelitních platformách, kabelové a IPTV televizi.

## Nova Sport 3
Nova Sport 3 zahájila vysílání 13. srpna 2021. Licenci na vysílání získala 1. července 2021. Od spuštění vysílá ve Full HD.
Stanice vysílá především fotbalové zápasy, a to Liga mistrů UEFA, Bundesliga, La Liga, Superpohár UEFA, DFL-SuperCup a Coupe de France.
Stanice je šířena v satelitních platformách, kabelové a IPTV televizi. Do budoucna se počítá i s dalšími distribučními cestami.

## Nova Sport 4
Nova Sport 4 zahájila vysílání 13. srpna 2021. Licenci na vysílání získala 1. července 2021. Od spuštění vysílá ve Full HD.
Stanice nabízí stejné pořady jako Nova Sport 3.
Stanice je šířena v satelitních platformách, kabelové a IPTV televizi. Do budoucna se počítá i s dalšími distribučními cestami.

## Nova Sport 5
Nova Sport 5 zahájila vysílání 29. února 2024.
Stanice je zaměřena na motorsport a fotbal. vysílá závody Formule 1, Formule 2, Formule 3, Bundesliga, Liga mistrů UEFA Komentátorský tým stanice tvoří Josef Král, Števo Eisele, Pavel Fabry a Karolína Bulisová. Dále stanice nabízí přenosy WorldSBK, World WCR, Nascar, florbalu a dalších přenosů.Pouze Česká verze stanice Nova Sport 5 vysílá vybrané zápasy Evropské ligy UEFA.
Stanici nabízí Oneplay, Skylink, Telly, Pecka.TV, Vodafone a T-Mobile.

## Nova Sport 6
Nova Sport 6 zahájila vysílání 29. února 2024.
Stanice se zaměří na motorsport, bude vysílat závody MotoGP, Nascar, WorldSBK , World WCR a UFC Dále stanice nabídne fotbalové zápasy Bundesliga, La Liga, Ligue 1.
Stanici nabízí Oneplay, Skylink, Telly, Vodafone a T-Mobile.

## Loga Nova Sport

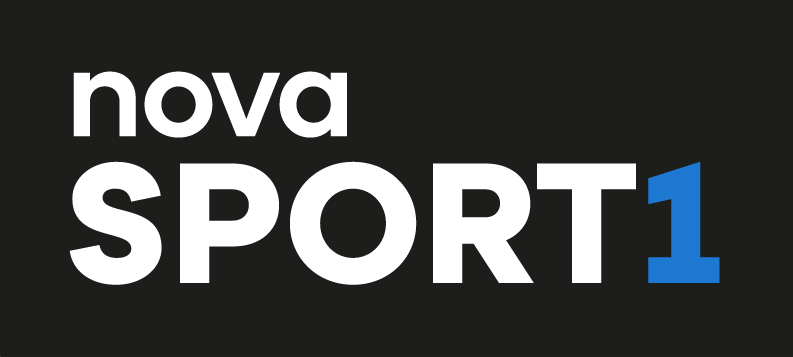
Logo Nova Sport 1
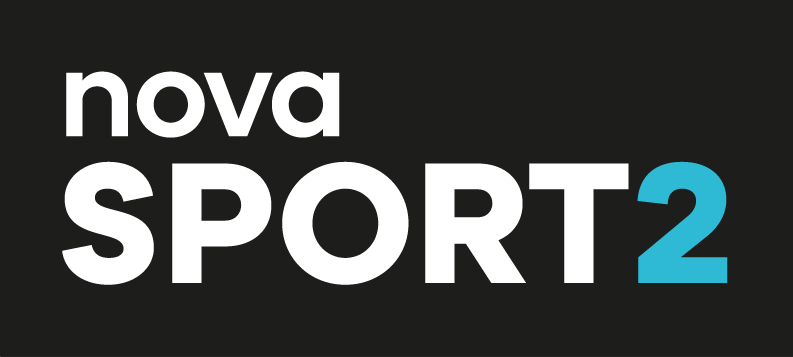
Logo Nova Sport 2
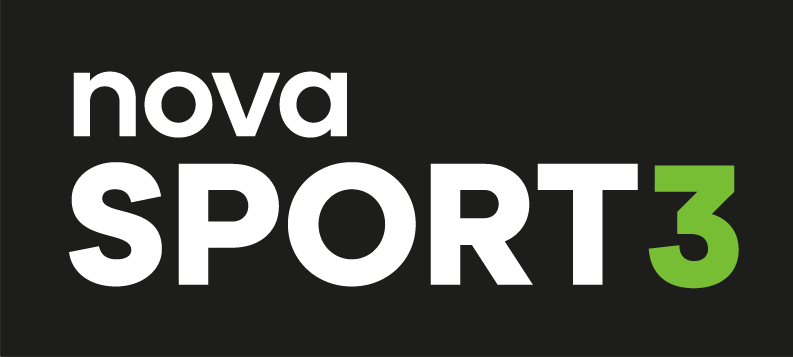
Logo Nova Sport 3
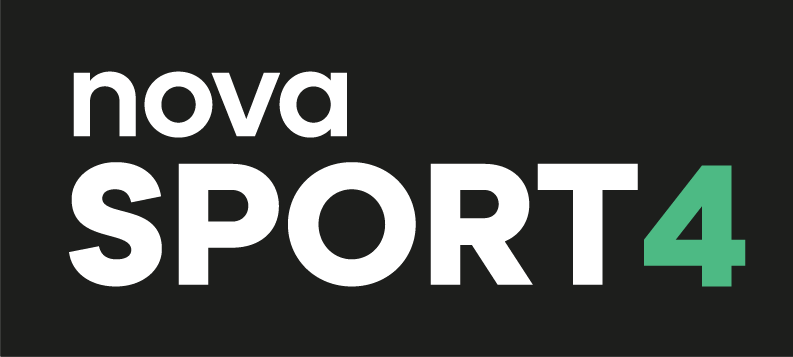
Logo Nova Sport 4
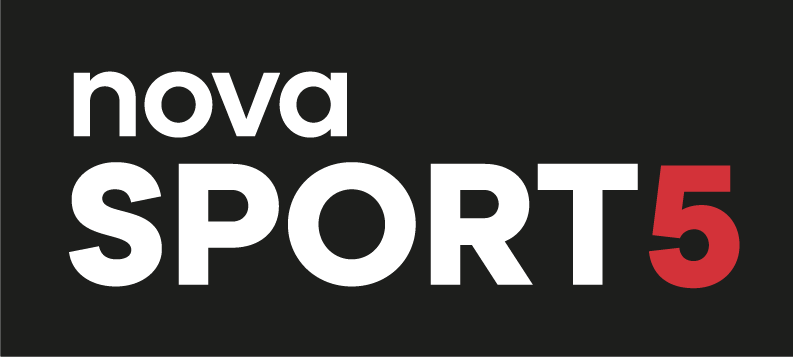
Logo Nova Sport 5
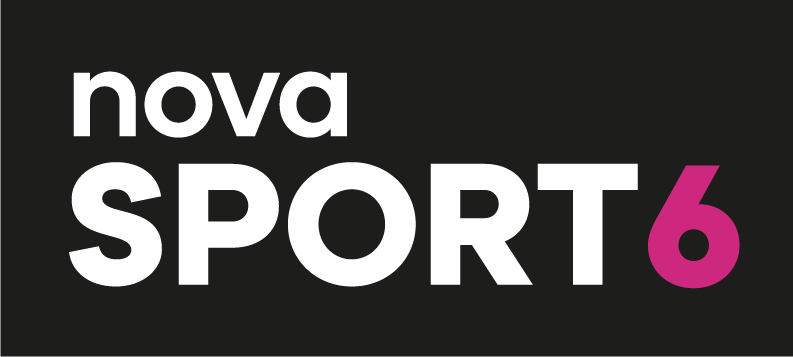
Logo Nova Sport 6